# Nie ma to jak hotel (seria 3)
Seria trzecia serialu Nie ma to jak hotel wyemitowana została od 23 czerwca 2007 do 1 września 2008 w Stanach Zjednoczonych na Disney Channel. W Polsce sezon był emitowany od 31 maja 2008 do 24 października 2008 na Disney Channel, a także od 2 października 2010 na Disney XD. W trzecim sezonie przez jedenaście odcinków jest nieobecna Ashley Tisdale, z powodu kręcenia zdjęć do High School Musical 2.

## Główne
| Postać             | Odtwórca       | Odcinki |
| ------------------ | -------------- | ------- |
| Zack Martin        | Dylan Sprouse  | 22      |
| Cody Martin        | Cole Sprouse   | 22      |
| London Tipton      | Brenda Song    | 22      |
| Maddie Fitzpatrick | Ashley Tisdale | 11      |
| Marion Moseby      | Phill Lewis    | 22      |
| Carey Martin       | Kim Rhodes     | 22      |

## Seria 3: 2007-2008
| 66 | Graduation                | 31 maja 2008         | 9 października 2010  |
| Zack i Cody kończą gimnazjum i po wakacjach pójdą do liceum. Dla Zacka zakończenie szkoły to zły dzień, bo nie zdał angielskiego i musi pójść do letniej szkoły. Kurt przyjeżdża do hotelu. Zack okłamuje rodziców, że zdał angielski. Na uroczystości zakończenia szkoły Cody przez przypadek podsuwa Zackowi pomysły do nabierania rodziców. Plan Zacka wypala. Martinowie urządzają przyjęcie dla uczty zakończenia gimnazjum. Carey i Kurt zaczynają ściskać Zacka za "zakończenie szkoły". Zack nie może z tym wytrzymać i musi przyznać się do błędu. Maddie opuszcza hotel, bo dostała pracę jako opiekunka obozu i dowiaduje się, że musi mieszkać z grupą głupich dziewczynek, a wśród nich jest 8-latka, która ograła Maddie w gry karciane. |                           |                      |                      |
| 67 | Summer of Our Discontent  | 1 czerwca 2008       | 2 października 2010  |
| Cody szuka pracy na wakacje. Tymczasem Zack musi uczęszczać do letniej szkoły. Okazuje się, że jest najzdolniejszy w klasie, przez co nikt go nie lubi. Cody chce pracować w sklepie, ale kierownik nie chce go przyjąć. Wkrótce składa on Cody'emu ofertę: przyjmie go do pracy, jeśli chłopak załatwi mu randkę z London. Uczniowie ze szkoły letniej postanowili chodzić na korepetycje do Zacka. Niestety przez lepsze stopnie nauczycielka postanowiła zwiększyć poziom trudności nauczania. Mimo iż randka Wayne'a z London nie wypaliła, przyjmuje on Cody'ego do pracy. Nieobecna: Ashley Tisdale jako Maddie Fitzpatrick |                           |                      |                      |
| 68 | Sink or Swim              | 7 czerwca 2008       | 23 października 2010 |
| Zack kończy letnią szkołę i zatrudnia się u Arwina. Jednak bez przerwy robi sobie wolne, pod byle pretekstem wychodząc do sklepu w którym pracuje jego brat. Cody, chcąc odpocząć od brata, nie chce powiedzieć Zackowi, że w sklepie potrzebny jest także drugi pomocnik. Pod koniec ta informacja się wydaje i Zack zostaje zatrudniony. Podczas rozmowy telefonicznej London przyznaje Maddie, że nie umie pływać. Rozmowę tą podsłuchują dziewczyny, którymi opiekuje się przyjaciółka dziedziczki i sprzedają te informacje brukowcom. Podczas nauki pływania London zakochuje się w Lansie. |                           |                      |                      |
| 69 | Who's The Boss?           | 14 czerwca 2008      | 3 października 2010  |
| Zack dołącza do pracy do Cody'ego. Cody wykonuje całą ciężką pracę, lecz to Zack dostaje podziękowania. Arwin robi maszynę, która pomoże Cody'emu wykładać produkty. Maszyna psuje się, przez co sklep zostaje zrujnowany. Cody zostaje zwolniony z pracy i Zack stara się pomóc bratu odzyskać pracę. Tymczasem London wstydzi się Lance i nie wie jak przedstawić go swoim przyjaciółkom. |                           |                      |                      |
| 70 | Super Twins               | 8 czerwca 2008       | 30 października 2010 |
| Pan Moseby potyka się o rowery Zacka i Cody'ego. Konfiskuje je. Bezradni bliźniacy widzą spadającą gwiazdę i życzą sobie mieć super moce. Następnego dnia okazuje się, że Cody posiada zdolność telekinezy i czytania w myślach, a Zack potrafi się błyskawicznie poruszać. Pan Moseby ma różnokolorowe laserowe spojrzenia i staje się Żerownikiem – czarnym charakterem i głównym wrogiem bliźniaków. Jego dwa pachoły – Boy (Esteban) i Technik (Arwin) porywają Carey i Maddie. Żerownik chce zamieniać dzieci w dorosłych, dlatego Arwin wynalazł mu promień napędzany diamentami. Moseby zdobywa diamenty London, ale Zack i Cody przeszkadzają mu w uruchomieniu maszyny. Wszystko okazuje się snem Zacka. |                           |                      |                      |
| 71 | Baggage                   | 15 czerwca 2008      | 16 października 2010 |
| Dwa sklepy (w jednym z nich pracują Zack i Cody) organizują zawody, by sprawdzić kto szybciej zapakuje zakupy. Tymczasem Moseby zatrudnia swoją siostrzenicę, Nię, by sprzedawała słodycze pod nieobecność Maddie. Nia zaprzyjaźnia się z London i w nocy organizują imprezę. Za zabawę na imprezie London i Nii, Zack i Cody są bardzo zmęczeni i ich sklep przegrywa zawody. Nieobecna: Ashley Tisdale jako Maddie Fitzpatrick |                           |                      |                      |
| 72 | Sleepover Suite           | 21 czerwca 2008      | 6 listopada 2010     |
| Do hotelu przybywa Stacy, która chce zorganizować w nim urodziny. London wyjechała do Szkocji, więc jedyny wolny apartament to jej. Nagle wcześniej wraca London i Zack z Codym muszą wszystko ukrywać przed nią. Do pokoju puka Moseby i zwraca Ivanę. Cody chce dać Stacy naszyjnik, ale ona pomyślała, że Ivana jest tym prezentem i nazwała ją Klusek. Potem wszyscy wchodzą do pokoju, a Zack całuje dwie dziewczyny, aby nic nie mówiły, żeby London się nie dowiedziała. London mówi, że uwielbia Piżama Party. Tymczasem do hotelu przybywa Kwartet Wokalny na Zjazd Kwartetów Wokalnych. Cała czwórka zakochuje się w Carey i chce z nią iść na randkę. Nieobecna: Ashley Tisdale jako Maddie Fitzpatrick |                           |                      |                      |
| 73 | Arwin Comes To Dinner     | 22 czerwca 2008      | 13 listopada 2010    |
| Od Arwina wyprowadza się mama i jest on załamany. Wprasza się na kolację do Carey i bliźniaków, a później na noc. I tak przez trzy kolejne dni. Chłopcy pomagają Arwinowi urządzić mieszkanie od nowa pozbywając się sów które Zack schował w gabinecie Moseby'ego. Lance rzuca London. London chce mieć Lance'a z powrotem, więc przebiera się za syrenkę gdy dowiaduje się od Nii że nowa dziewczyna Lance'a jest syrenką. London wściekła bije się z dziewczyną Lance'a. Nieobecna: Ashley Tisdale jako Maddie Fitzpatrick |                           |                      |                      |
| 74 | Of Clock and Contracts    | 5 lipca 2008         | 20 listopada 2010    |
| London i Nia proszą Cody'ego o pomoc w wypracowaniu. W tym czasie Carey podpisuje kontrakt z Mosebym, jednak po przejrzeniu umowy Carey zatrudnia Zacka na agenta. Zack zwalnia Carey, a Moseby zatrudnia komika, który jednak nie sprawdza się na stanowisku. London i Nia kłócą się o Cody'ego ten jednak odmawia pomocy i zabiera się za wypracowanie. Następnego dnia, Moseby zatrudnia Carey na jej warunkach, a London i Nia dostają lepszą ocenę od Cody'ego, ponieważ po połączeniu swoich projektów wyszedł im robot do robienia frytek. Nieobecna: Ashley Tisdale jako Maddie Fitzpatrick |                           |                      |                      |
| 75 | First Day of High School  | 29 czerwca 2008      | 27 listopada 2010    |
| Zack, Cody, London i Nia idą do liceum. Zack poznaje tam piękną dziewczynę, która próbuje poderwać, przez co ląduje w koszu na śmieci. Nia broni Zacka przed Vance'em jej chłopakiem. Tymczasem Cody chce zapoznać się z dyrektorką, by zrobić na niej wrażenie. Na końcu odcinka wszyscy lądują w szkolnej kozie, oprócz London, która zapłaciła koledze podobnemu do niej, by ją zastąpił. Nieobecna: Ashley Tisdale jako Maddie Fitzpatrick |                           |                      |                      |
| 76 | Orchestra                 | 13 lipca 2008        | 4 grudnia 2010       |
| Cody, Barbara i Zack dołączają do orkiestry, która ma wystąpić w przedstawieniu. Później do orkiestry dołącza słynny skrzypek, który jest zauroczony Barbarą. Cody jest zazdrosny i zrywa z nią. Później jednak żałuje i podczas przedstawienia próbuje ją odzyskać. W końcu godzą się. London zaczyna brać wszystkie zawody pracowników hotelu. Nieobecna: Ashley Tisdale jako Maddie Fitzpatrick |                           |                      |                      |
| 77 | Team Tipton               | 12 lipca 2008        | 4 grudnia 2010       |
| Maddie wraca z wakacji. Od razu wybucha sprzeczka między nią a Nią. Zack nalewa wody do dudów Szkotów, którzy mieszkali w hotelu i muzycy się wyprowadzają. W końcu pan Moseby, Carey, Esteban, Patrick, Arwin, London, Maddie, Millicent, i Nia lądują na zajęciach pracy w grupie, ale nauczyciel wywołuje jeszcze większe napięcie. W tym samym czasie Zack chcąc zaimponować Maddie zaprasza kilku entomologów (w zamian za dudziarzy), ale niechcący wypuszcza owady. Cody i Skippy postanawiają mu pomóc złapać "uciekinierów". W końcu pozostaje tylko złapać drewnożerne chrząszcze. Te jednak uciekają do sali gdzie odbywają się lekcje pracy w grupie. Zespół jednoczy się i zagania owady. |                           |                      |                      |
| 78 | Arwinstein                | 6 lipca 2008         | 24 grudnia 2010      |
| London organizuje bal z okazji Halloween. Arwin konstruuje robota. Jednak jak się okazało jest on źle skonstruowany i zaczyna rozsiewać panikę wśród gości hotelu, gdy Zack i Cody go niechcący wypuszczają. Nieobecna: Ashley Tisdale jako Maddie Fitzpatrick |                           |                      |                      |
| 79 | A Tale of Two Houses      | 19 lipca 2008        | 6 lutego 2011        |
| Tata Zacka i Cody'ego, Kurt, wynajmuje apartament. Zack i Cody zapraszają do apartamentu swoje dziewczyny, bez wiedzy taty. Na końcu wszystko się wydaje i chłopcy dostają karę. London pomaga Estebanowi jak być bogatym gdy jego rodzina się wzbogaca. Niestety wszystko nie wychodzi dobrze. Nieobecna: Ashley Tisdale jako Maddie Fitzpatrick |                           |                      |                      |
| 80 | Tiptonline                | 20 lipca 2008        | 13 lutego 2011       |
| London tworzy swój program w internecie "Hurra ja". Cody jest jej producentem. W programie London cały czas ośmiesza Cody'ego chcąc zwiększyć popularność programu. Cody odchodzi z programu i producentem London staje się Chelsea. Jednak program traci popularność, bo wszystkim podobał się Cody. London przeprasza Cody'ego przed kamerą i godzą się. W tym czasie Zack i pan Moseby uzależniają się od gry "medieval guest" i idą na terapię. Nieobecna: Ashley Tisdale jako Maddie Fitzpatrick |                           |                      |                      |
| 81 | Benchwarmers              | 2 sierpnia 2008      | 20 lutego 2011       |
| Zack przyłącza się do drużyny koszykarskiej w liceum, licząc, że będzie taki dobry, jak w gimnazjum. Jednak tak nie jest. Cody, wraz z Barbarą i innymi tworzą drużynę cheerleaderek. Wraz z inna drużyną dopingują Zackowi i walczą o zwycięstwo. Nieobecna: Ashley Tisdale jako Maddie Fitzpatrick |                           |                      |                      |
| 82 | Romancing the Phone       | 27 lipca 2008        | 27 lutego 2011       |
| Cody chce zaimponować Barbarze swoją wiedzą o kulturze jej babci. Pomaga mu w tym mały chłopiec. Tymczasem Zack próbuje się umówić na randkę. Maddie znajduje telefon. Okazuje się, że właściciel tego telefonu i ona mają wiele wspólnego. Świadczą tym utwory Vivaldi'ego zapisane w telefonie. |                           |                      |                      |
| 83 | Lip Synchin' in the Rain  | 28 czerwca 2008      | 5 marca 2011         |
| W Tiptonie jest organizowane przedstawienie High School Musical. Maddie chce grać Sharpay, ponieważ uważa, że jest podobna do Ashley Tisdale. Jednak każdy uważa inaczej. W przedstawieniu Sharpay gra London. Nie wychodzi jej śpiewanie. Postanowiono, że London na scenie będzie tylko ruszała ustami, a Maddie śpiewała. |                           |                      |                      |
| 84 | Foiled Again              | 26 lipca 2008        | 12 marca 2011        |
| Tony Hawk przyjeżdża do hotelu. London i Maddie zakochują się w swoim instruktorze. Zack i Cody robią projekt naukowy. Niestety, Cody boi się zarazków. Tymczasem do hotelu przyjeżdża najstarszy mieszkaniec Bostonu, żeby wyprawić przyjęcie urodzinowe. Zack odkrywa w hotelowej kuchni czarną pleśń, czyli najgorszą odmianę tego gatunku. gościnnie: Justin Baldoni jako Diegho |                           |                      |                      |
| 85 | Doin' Time in Suite 2330  | 3 sierpnia 2008      | 19 marca 2011        |
| Cody i Zack mają karę za psoty. London prosi Maddie, by zastąpiła Cody'ego jako producenta jej programu. Cody chce wygrać Złotego Netka za produkcję odcinka programu London, w którym ma wystąpić gość specjalny. Cody wymyka się i prosi Cheetah Girls, by wystąpiły w programie, lecz Maddie przedtem poprosiła o to Chrisa Browna. Cody nadal chce wygrać Złotego Netka za produkcję programu, lecz przeszkodą okazuje się Carey, która pilnuje synów, by nie wyszli z pokoju. |                           |                      |                      |
| 86 | Mr. Tipton Comes To Visit | 15 października 2008 | 20 marca 2011        |
| Do hotelu przyjeżdża pan Tipton. Każdy pracownik hotelu ma nadzieję, że dostanie pensję. Pan Tipton jest wściekły i chce któregoś pracownika zwolnić. Zwolnienie najbardziej grozi Carey przez jej synów. Bliźniaki wpadają na pewien pomysł. Gdy pan Tipton zjawia się w holu, wszyscy go błagają, by któregoś nie zwolnił. Moseby przez przypadek tłucze wazon. Muriel przychodzi i mówi, że nie posprząta bałaganu. Pan Tipton zwalnia Muriel. Muriel potem tłumaczy, że od 2 lat jest na emeryturze. Zack i Cody wyjawiają swój plan, który polegał na powrocie Muriel i zwolnieniu jej, więc inni pracownicy będą wciąż pracować w Tiptonie. |                           |                      |                      |
| 87 | Let Us Entertain You      | 16 stycznia 2009     | 23 marca 2011        |
| Carey jest bardzo zmęczona i Zack wpada na pomysł by wybrać się na wycieczkę, Carey się zgadza. Bliźniaki przekonują mamę by popłynąć statkiem na Karaiby. Chłopcy nie mówią jej jednak, że żeby to było gratis ona musi śpiewać, więc próbują odwrócić jej uwagę, nagle Carey zauważa reklamę z jej zdjęciem, jednak nie zgadza się na śpiewanie, przez co spać muszą w schowku z psami. Było im tak źle że Carey postanowiła śpiewać, jednak przed występem zasnęła na słońcu i nie mogła wystąpić. Zack i Cody postanowili ją zastąpić i wykonali własną aranżację jej utworu, co wyszło im przepięknie. Tymczasem London używa swojego programu, by zarobić dla biednych. Niestety nikt nie przyjeżdża na program z powodu śnieżycy. Maddie i Moseby pomagają London ratować program. Okazuje się, że ich połączenie z internetem nie działało przez 23 godziny i występy London, Maddie i Moseby'ego nie wypaliły. Postanawiają dać do schroniska resztki jedzenia z hotelowej kuchni. |                           |                      |                      |